# John Gibson (Bildhauer)

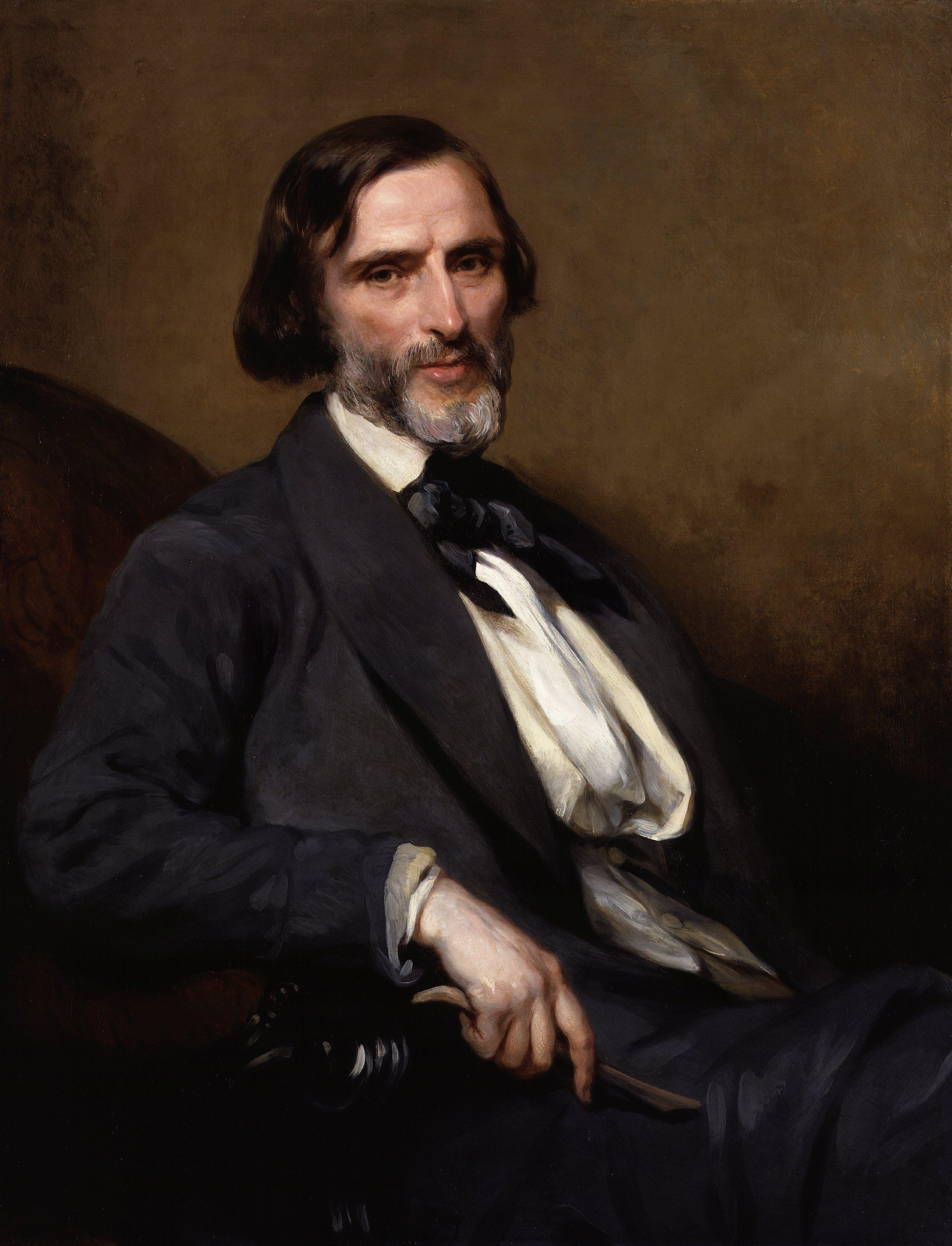
John Gibson, Margaret Sarah Carpenter, 1857

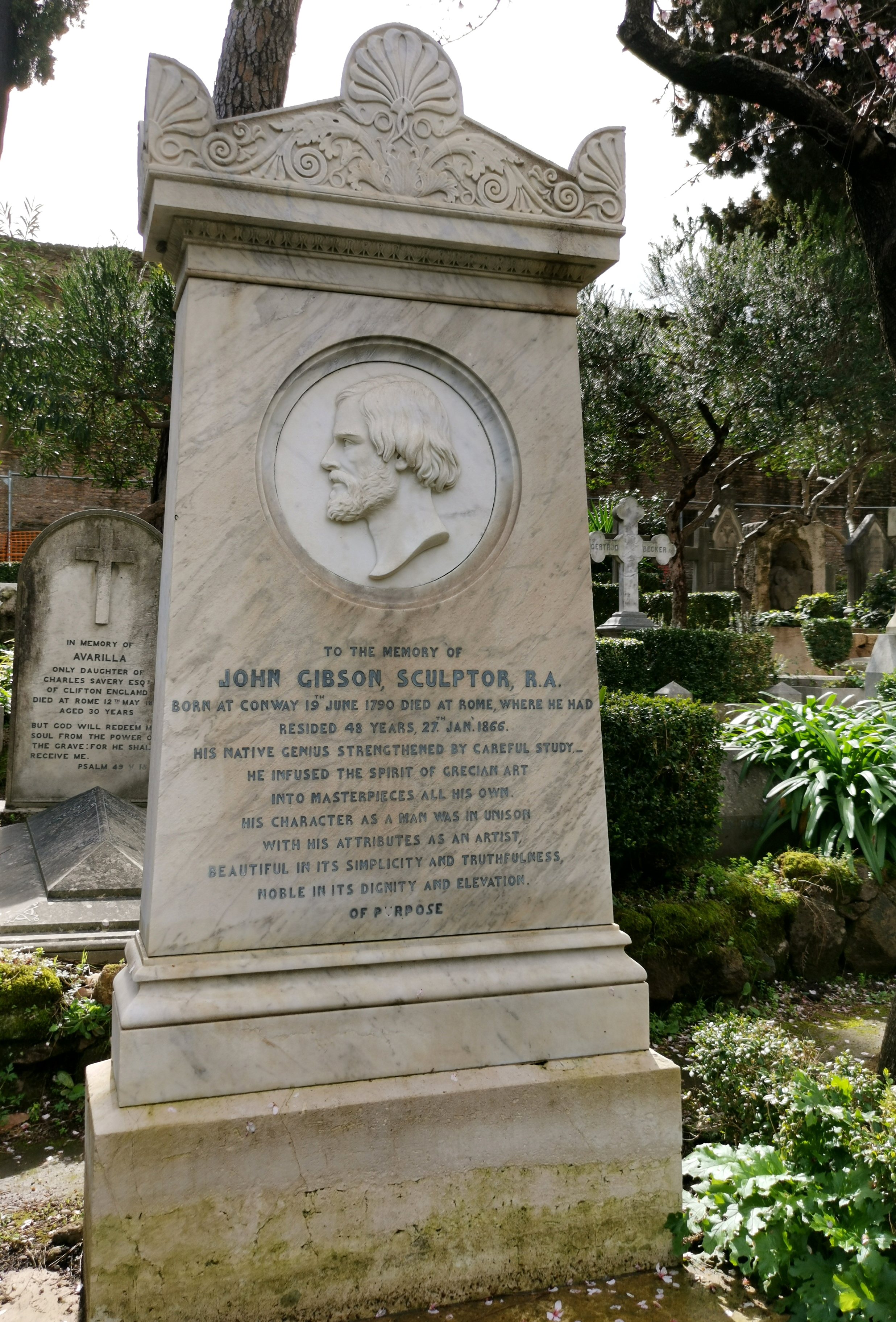
Grab auf dem Nichtkatholischen (Protestantischen) Friedhof Rom

John Gibson  (getauft am 19. Juni 1790 in Gyffin, Conway, Nordwales; † 27. Januar 1866 in Rom) war ein englischer Bildhauer.

## Leben

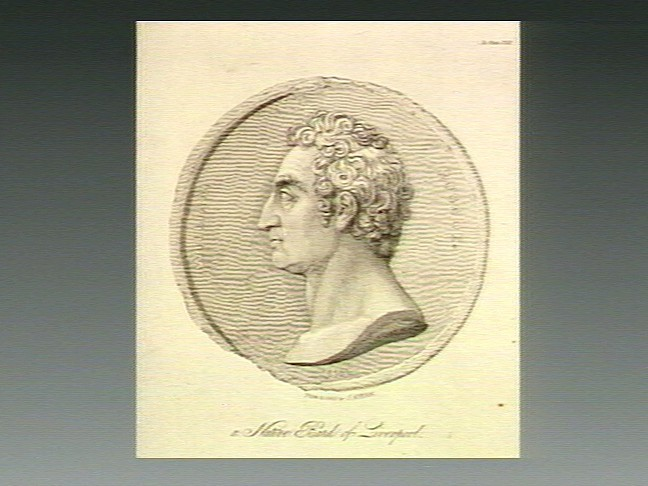
Zeichnung nach dem Relief

Gibson war ein Sohn von William Gibson und dessen Frau Jane. Er begann schon im Alter von sieben Jahren aus dem Gedächtnis Gänse und andere Tiere auf eine Schiefertafel zu zeichnen. Er  kam neunjährig mit seiner Familie nach Liverpool, wo ihm ein Schreibwarenhändler namens Tourmeau Zeichnungen und Abgüsse zum Kopieren lieh. Im Alter von 14 Jahren begann er in der Möbelfabrikation Southwell & Wilson eine Lehre als Tischler, wechselte das Lehrfach dann aber zur Holzschnitzerei. Mit 15 arbeitete er in einer Marmorwerkstatt bei den Brüdern Francis, wo seine Arbeit die Aufmerksamkeit des Geschichtsschreibers William Roscoe auf sich zog, der ihm den Auftrag erteilte, für dessen Kamin ein Terrakottarelief zu modellieren, dass er nach einem Stich in der Art des Kaisers Marc Anton anfertigen sollte. Roscoe ließ den Jungen seine Kunstsammlung in Allerton Hall erkunden und dieser fertigte, noch vor Vollendung seines 19. Lebensjahres, einen Karton Engelsturz (angelehnt an Michelangelo) und zahlreiche Zeichnungen zu Dante Alighieris Inferno. Gibson widmete sich dem Studium der Anatomie und der Antike in Abgüssen und Gemmen und übte sich weiter im Modellieren. Er stellte wenig später auf der Akademieausstellung in Liverpool Zeichnungen und das Modell einer Psyche vor.
Im Jahr 1816 saß der Schauspieler John Philip Kemble Gibson für eine kleine Büste Modell. Er fertigte auch eine Zeichnung einer Psyche von 2 Zephyrn getragen, die er anschließend als Relief modellierte und gemeinsam mit zwei Büsten in der Royal Academy in London ausstellte. Um diese Zeit entstand auch die Zeichnung Meeting of Hero and Leander, die er 1821 unter dem Einfluss von Antonio Canova in Rom als Relief ausführte, den er auf Empfehlung von Roscoe aufgesucht hatte, und der ihm einen Platz in dessen Atelier verschaffte. Bis zu seiner Ankunft am 20. Oktober 1817 in Rom hatte er autodidaktisch gearbeitet. Canova bildete den Künstler 3 Jahre lang aus und ließ ihn in seiner Akademie nach dem Akt modellieren. So entstand unter dessen Anleitung Gibsons erste selbständige Arbeit The Sleeping Shepherd. Canovas hatte ihn zum Studium von Bertel Thorvaldsens Werken animiert, der ihm nach dem Tod Canovas als Ratgeber und für Korrekturen zur Seite stand.

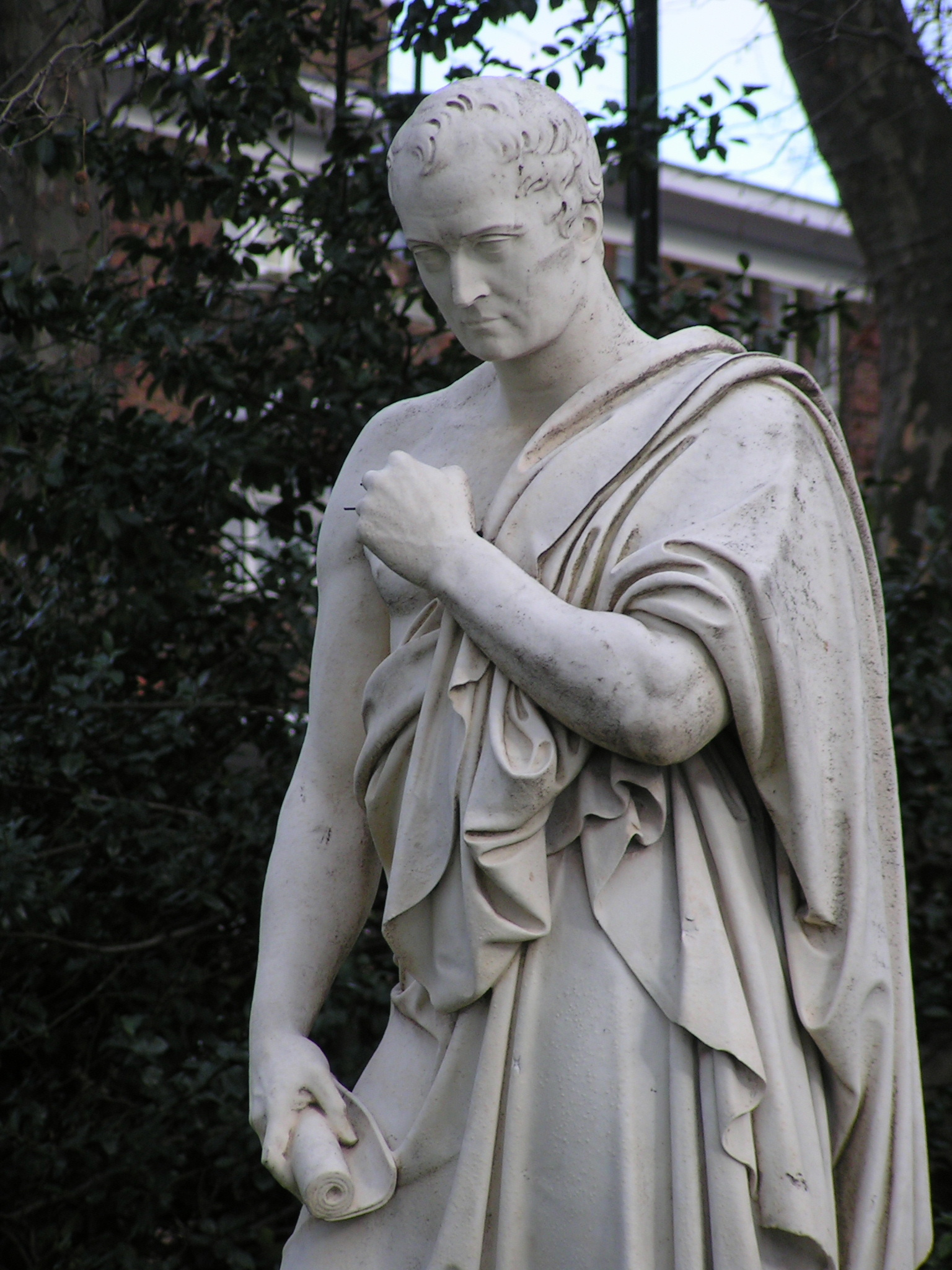
William Huskisson

Von da ab verraten seine Werke stetige Klärung und zunehmende Vollendung, wenn auch der allzu enge Anschluss an die Antike der Originalität Abbruch tat und ihm vielfach den Vorwurf der Nachahmung zuzog.
Nymphen, Cupido, Psyche, Paris und ähnliche Gestalten von jugendlicher Schönheit beschäftigten ihn vorzugsweise, bis er zu einigen porträtstatuarischen Arbeiten veranlasst wurde, so zu den zwei Statuen Huskissons in Liverpool und zur Statue der Königin im Buckingham-Palast, welcher später die Gruppe für den Westminster-Palast folgte: die Königin, die allegorischen Gestalten von Weisheit und Gerechtigkeit einführend, sowie das Grabmal der Herzogin von Leicester zu Longford sind die Idealgestalten, wie namentlich die Venus mit der Schildkröte zu Füßen, welche er selbst für sein vollendetstes Werk hielt. An dieser Statue suchte er die griechische Polychromie, wie er sich dieselbe dachte, durchzuführen (das Fleisch elfenbeinfarbig, die Augen blassblau, das Haar blond, das Haarnetz golden). Nach 48-jährigem Aufenthalt in Rom starb er 1866.
Am 13. August 1851 verlor Gibson seinen jüngsten Bruder Benjamin (geboren 1811), der im Alter von 40 Jahren in Lucca starb. Die Brüder hatten lange Zeit gemeinsam gelebt und der jüngere hatte mehrere Monografien verfasst. 1853 fand er in der amerikanischen Bildhauerin Harriet Hosmer eine neue Freundin, die er unentgeltlich unterrichtete. Er hatte einen weiteren jüngeren Bruder den Bildhauer Solomon (1796/7–1866), der sich bei der Nachricht über seine Erkrankung und den nahenden Tod sofort von Liverpool aus auf den Weg nach Rom machte. Er erreichte Rom jedoch nicht, da er in Paris beim Betreten eines Hotels wenige Tage vor John Gibson verstarb, der keine Verwandten hinterließ.

## Grabinschrift
Über Gibsons Grab wurde ein schlichtes Denkmal griechischen Charakters errichtet, das ein Medaillonprofil seines Kopfes und die folgende Inschrift aus der Feder von Lord Lytton trägt:
Ein weiteres Monument, dass seinem Andenken dient, wurde von wenigen engen Freunden in der Kirche von Conwey errichtet. Unter den der Namen der Spender befand sich auch der Prince of Wales.

## Anerkennungen
- 12. Mai 1826 Ehrenmitglied der Akademie zu Bologna
- 1829 Mitglied der Accadademie di S. Luca zu Rom

## Werke (Auswahl)
- 1817 Büsten von Watson Taylor, seiner Frau und ihrer Kinder
- 1817 Büste von William Roscoe (die später in Marmor ausgeführt wurde)
- Kopie des Faustkämpfer (nach Canovas Vorbild im Vatikan)
- ab 1819 Mars und Cupido (im Auftrag des Herzogs v. Devonshire, Marmor).
- 1819 Paris
- 1819 Schlafender Hirtenknabe
- Dreiergruppen: Grazien, Hylas mit zwei Najaden
- Cupid and Psyche, Cupid pursuing Psyche